# Фрайбургу
Фрайбургу (порт. Fraiburgo)  —  муниципалитет в Бразилии, входит в штат Санта-Катарина. Составная часть мезорегиона Запад штата Санта-Катарина. Входит в экономико-статистический  микрорегион Жоасаба. Население составляет 37 604 человека на 2006 год. Занимает площадь 546,249 км². Плотность населения — 68,8 чел./км².

## История
Город основан 19 декабря 1961 года.

## Статистика
- Валовой внутренний продукт на 2003 составляет 349.918.100,00 реалов (данные: Бразильский институт географии и статистики).
- Валовой внутренний продукт на душу населения на 2003 составляет 9.865,46 реалов (данные: Бразильский институт географии и статистики).
- Индекс развития человеческого потенциала на 2000 составляет 0,779 (данные: Программа развития ООН).